# 社會責任
社會責任理論是一種道德或意識形態理論，主要討論政府、股份有限公司、機構及個人是否有責任對社會作出貢獻。分為正面及負面：正面是指有責任參與（社會活動）；負面指有責任不參與。